# Паралимпийские игры
Паралимпи́йские и́гры (параолимпи́йские игры) — международные спортивные соревнования для людей с инвалидностью. Традиционно проводятся после Олимпийских игр, а начиная с летних Паралимпийских игр 1988 года — на тех же спортивных объектах; в 2001 году эта практика закреплена соглашением между МОК и Международным паралимпийским комитетом (МПК). Летние  Паралимпийские игры проводятся с 1960 года, а зимние Паралимпийские игры — с 1976 года.
Возникновение видов спорта, в которых могут участвовать люди с инвалидностью, связывают с именем английского нейрохирурга Людвига Гуттмана, который, преодолевая вековые стереотипы по отношению к таким людям, ввёл спорт в процесс реабилитации больных с повреждениями спинного мозга. Он на практике доказал, что спорт для людей с физическими нарушениями создаёт условия для успешной жизнедеятельности, восстанавливает психическое равновесие, позволяет вернуться к полноценной жизни независимо от физических нарушений, укрепляет физическую силу, необходимую для того, чтобы управляться с инвалидной коляской.

## Название
Название первоначально было связано с термином paraplegia паралич нижних конечностей, поскольку эти соревнования проводились среди людей с травмами позвоночника, однако с началом участия в играх спортсменов и с другими заболеваниями было переосмыслено как «рядом, вне (греч. παρά) Олимпиады»; имеется в виду параллелизм и равноправие паралимпийских соревнований с олимпийскими.
Написание «параолимпийский» зафиксировано в академическом «Русском орфографическом словаре» и других словарях. Написание «паралимпийский» является ненормативным и в словарях не отмечено и употребляется только в официальных документах органов государственной власти, являясь заимствованием официального названия (МОК) на английском языке — Paralympic Games. Федеральным законом от 9 ноября 2009 г. № 253-ФЗ «О внесении изменений в отдельные законодательные акты Российской Федерации» (принят Государственной Думой 21 октября 2009 года, одобрен Советом Федерации 30 октября 2009 года) установлено единообразное использование в законодательстве Российской Федерации слов «паралимпийский» и «сурдлимпийский», а также образованных на их основе словосочетаний: «Паралимпийский комитет России», «Паралимпийские игры» и других. В названном Федеральном законе написание указанных слов приведено в соответствие с правилами, установленными международными спортивными организациями.
Отказ от термина «параолимпийский» связан с тем, что употребление слова «олимпийский» и его производных в маркетинговых и прочих коммерческих целях необходимо каждый раз согласовывать с МОК.
Поначалу термин «Параолимпийские игры» применялся неофициально. Игры 1960 года официально назывались «Девятыми Международными Сток-мандевильскими играми» и лишь в 1984 году им был присвоен статус первых Параолимпийских игр. Первыми играми, к которым официально применялся термин «Paralympics», были игры 1964 года. Тем не менее, в ряде игр вплоть до Игр 1980 года, использовался термин «Олимпийские игры для инвалидов», в 1984 г. — «Международные игры инвалидов». Окончательно термин «параолимпийский» был официально закреплён, начиная с Игр 1988 года.

## История
В 1948 году врач Сток-Мандевилльского реабилитационного госпиталя, Людвиг Гуттман вместе с сэром Люком Гиннессом организовали спортивные игры для ветеранов Второй мировой войны, которые получили травмы и собрали британских ветеранов, вернувшихся после Второй Мировой войны с поражением спинного мозга, для участия в спортивных соревнованиях. Называемый «отцом спорта для инвалидов», Гуттман был решительным сторонником использования спорта для улучшения качества жизни инвалидов с поражением спинного мозга. Первые Игры, ставшие прототипом Паралимпийских игр, имели название Сток-Мандевилльские игры колясочников-1948 и по времени проведения совпадали с Олимпийскими играми в Лондоне. Гуттман имел далеко идущую цель — создание Олимпийских игр для спортсменов-инвалидов. Британские Сток-Мандевилльские игры проводились ежегодно, а в 1952 году, с приездом голландской команды спортсменов-колясочников для участия в соревнованиях, Игры получили статус международных и насчитывали 130 участников. IX Сток-Мандевилльские игры, которые были открыты не только для ветеранов войны, состоялись в 1960 году в Риме. Они считаются первыми официальными Паралимпийскими играми (нумерация Паралимпийских игр была принята «задним числом» в 1988 году). В Риме соревновались 400 спортсменов на колясках из 23 стран. С этого времени началось бурное развитие паралимпийского движения в мире.
В 1976 году в Эрншёльдсвике (Швеция) состоялись первые зимние Паралимпийские игры, в которых впервые приняли участие не только колясочники, но и спортсмены с другими категориями инвалидности. В том же 1976 году летние Паралимпийские игры в Торонто вошли в историю, собрав 1600 участников из 40 стран, в числе которых были слепые и плоховидящие, параплегики, а также спортсмены с ампутированными конечностями, со спинномозговыми травмами и другими видами физических нарушений.
Соревнования, целью которых изначально было лечение и реабилитация инвалидов, стали спортивным событием высшего уровня, в связи с чем возникла необходимость создания управляющего органа. В 1982 году был создан Координационный совет международных спортивных организаций для инвалидов — ICC. В 1989 году был создан Международный паралимпийский комитет — International Paralympic Committee (IPC) и координационный совет полностью передал ему свои полномочия с 1993 года.
Другим поворотным событием в паралимпийском движении стали летние Паралимпийские игры 1988, для проведения которых использовались те же объекты, на которых проходили олимпийские соревнования. Зимние Паралимпийские игры 1992 года проходили в том же городе, и впервые (для зимних игр) на тех же аренах, что и олимпийские соревнования. В 2001 году Международный олимпийский комитет и Международный паралимпийский комитет подписали соглашение, по которому, начиная с 2008 года, Паралимпийские игры должны проходить в тот же год и использовать те же объекты, что и Олимпийские игры. При этом Паралимпийские игры организуются тем же оргкомитетом, что и Олимпийские, и финансируются из тех же источников. Де-факто этот порядок применялся, начиная с игр 2002 года.

## Паралимпийские виды спорта
Летние виды спорта
- Академическая гребля;
- Баскетбол на колясках;
- Бочча;
- Велосипедный спорт;
- Выездка;
- Голбол;
- Гребля на байдарках;
- Дзюдо;
- Лёгкая атлетика;
- Настольный теннис;
- Паратриатлон;
- Парусный спорт;
- Плавание;
- Пулевая стрельба;
- Регби на колясках;
- Сидячий волейбол;
- Стрельба из лука;
- Теннис на колясках;
- Пауэрлифтинг;
- Фехтование на колясках;
- Футбол 5×5;
- Футбол 7×7.

Зимние виды спорта
- Горные лыжи;
- Кёрлинг на колясках;
- Лыжные гонки;
- Биатлон;
- Следж-хоккей;
- Пара-сноуборд.

## Летние Игры
| Игры  | Год  | Церемония открытия | Церемония закрытия | Место проведения                               |
| ----- | ---- | ------------------ | ------------------ | ---------------------------------------------- |
| I     | 1960 | 18 сентября        | 25 сентября        | Рим, Италия                                    |
| II    | 1964 | 3 ноября           | 12 ноября          | Токио, Япония                                  |
| III   | 1968 | 8 ноября           | 13 ноября          | Тель-Авив, Израиль                             |
| IV    | 1972 | 2 августа          | 11 августа         | Гейдельберг, Германия                          |
| V     | 1976 | 3 августа          | 11 августа         | Торонто, Онтарио, Канада                       |
| VI    | 1980 | 21 июня            | 5 июля             | Арнем, Нидерланды                              |
| VII   | 1984 | 22 июля/17 июня    | 1 августа/30 июня  | Сток-Мандевиль, Великобритания и Нью-Йорк, США |
| VIII  | 1988 | 15 октября         | 24 октября         | Сеул, Южная Корея                              |
| IX    | 1992 | 3 августа          | 14 августа         | Барселона, Испания                             |
| X     | 1996 | 15 августа         | 26 августа         | Атланта, Джорджия, США                         |
| XI    | 2000 | 18 октября         | 29 октября         | Сидней, Австралия                              |
| XII   | 2004 | 17 сентября        | 28 сентября        | Афины, Греция                                  |
| XIII  | 2008 | 6 сентября         | 17 сентября        | Пекин, Китай                                   |
| XIV   | 2012 | 29 августа         | 9 сентября         | Лондон, Великобритания                         |
| XV    | 2016 | 7 сентября         | 18 сентября        | Рио-де-Жанейро, Бразилия                       |
| XVI   | 2021 | 24 августа         | 5 сентября         | Токио, Япония                                  |
| XVII  | 2024 | 28 августа         | 8 сентября         | Париж, Франция                                 |
| XVIII | 2028 | 23 августа         | 3 сентября         | Лос-Анджелес, США                              |

## Зимние Игры
| Игры | Год  | Церемония открытия | Церемония закрытия | Место проведения                  |
| ---- | ---- | ------------------ | ------------------ | --------------------------------- |
| I    | 1976 | 21 февраля         | 28 февраля         | Эрншёльдсвик, Швеция              |
| II   | 1980 | 1 февраля          | 7 февраля          | Гейло, Норвегия                   |
| III  | 1984 | 14 января          | 20 января          | Инсбрук, Австрия                  |
| IV   | 1988 | 17 января          | 24 января          | Инсбрук, Австрия                  |
| V    | 1992 | 21 марта           | 28 марта           | Тинь/Альбервиль, Франция          |
| VI   | 1994 | 10 марта           | 19 марта           | Лиллехаммер, Норвегия             |
| VII  | 1998 | 5 марта            | 14 марта           | Нагано, Япония                    |
| VIII | 2002 | 7 марта            | 16 марта           | Солт-Лейк-Сити, США               |
| IX   | 2006 | 10 марта           | 19 марта           | Турин, Италия                     |
| X    | 2010 | 12 марта           | 21 марта           | Ванкувер, Канада                  |
| XI   | 2014 | 7 марта            | 16 марта           | Сочи, Россия                      |
| XII  | 2018 | 9 марта            | 18 марта           | Пхёнчхан, Южная Корея             |
| XIII | 2022 | 4 марта            | 13 марта           | Пекин, Китай                      |
| XIV  | 2026 |                    |                    | Кортина д'Ампеццо — Милан, Италия |